# Радзивилл, Фердинанд
Князь Фердинанд Фредерик Вильгельм Александр Радзивилл (пол. Ferdynand Fryderyk Radziwiłł; 19 октября 1834, Берлин — 28 февраля 1926, Рим) — польский аристократ и политический деятель, 12-й ординат Олыцкий и 3-й ординат Пшигодзицкий (1873—1926), рыцарь Мальтийского ордена с 1889 года.

## Биография
Представитель польско-литовского княжеского рода Радзивиллов герба «Трубы». Старший сын князя Богуслава Фредерика Радзивилла (1809—73) и Леонтины Габриэлы Клари-Альдринген (1811—90).
В 1873 году после смерти своего отца Фердинанд Радзивилл унаследовал Олыцкую и Пшигодзицкую ординации.
В 1874—1919 годах — представитель в рейхстаге от округа Острув-Велькопольский-Одолянув-Остшешув-Кемпно, в 1889—1918 годах — руководитель Польского Коло. Он также была депутатом ландтага Пруссии. Во время Культуркампфа Фердинанд Радзивилл решительно выступал на польской стороне. Прославился смелостью во время школьного бойкота в Бжесне (1901—1902).
Фердинанд Радзивилл также был пожизненным членом верхней палаты ландтага — «Палате Господ». После 1918 года — депутат польского законодательного сейма в Варшаве, в 1919 году исполнял на нем функции сеймового маршала.
Проживал в Антонине (Острувский повят, Великопольское воеводство). Главный ктитор собора Святого Станислава в Оструве-Великопольском. В середине 1870-х годов Фердинанд Радзивилл укрывал в Антонине священника Валента Смигельского, разыскиваемого властями Пруссии. Похоронен в часовне Радзивиллов в Антонине.

## Семья и дети
19 июля 1864 года Фердинанд Радзивилл женился на княжне Пелагее Сапеге (2 ноября 1844 — 29 января 1929), дочери князя Леона Людвика Сапеги (1802—1878) и Иоанны Тышкевич (1813—1873). Их дети:
- Мария (14 октября 1865 — 22 августа 1869)
- Михаил «Рыжий» (8 февраля 1870 — 6 октября 1955)
- Кароль (13 марта 1874 — 26 октября 1906), женат с 1906 года на графине Марии Юзефе Замойской (1887—1961), дочери графа Анджея Замойского и принцессы Каролины Бурбон-Сицилийской, 1 сын (1907-?), развод
- Мария Малгожата (Maria Małgorzata z Radziwiłłów Franciszkowa Potocka) (16 декабря 1875 — 17 июля 1962), муж с 1903 года граф Францишек Салезий Потоцкий (1877—1949)
- Януш (3 сентября 1880 — 4 октября 1967), последний ординат Олыки.